# Oidaematophorus alpinus
Oidaematophorus alpinus is een vlinder uit de familie van de vedermotten (Pterophoridae). De wetenschappelijke naam van de soort is voor het eerst geldig gepubliceerd in 1992 door Gibeaux & Picard.